# Clanis stenosema
Clanis stenosema là một loài bướm đêm thuộc họ Sphingidae. Loài này có ở Nias, Sumatra, Java, Borneo và Philippines.